# کانر اوبرست
کانر مالن اوبرست (متولد ۱۵ فوریه ۱۹۸۰) خواننده-ترانه‌نویس آمریکایی است که در گروه برایت آیز شناخته شده‌است. او همچنین در چندین گروه دیگر نیز کار کرده‌است. اوبرست توسط مجله رولینگ استون به عنوان بهترین ترانه‌نویس سال ۲۰۰۸ معرفی شد.